# Pétur Marteinsson
Pétur Marteinsson, född 14 juli 1973 i Reykjavik, är en före detta fotbollsspelare från Island. Moderklubb KL Fram, Island. Han har spelat trettiosex A-lagslandskamper för Island.
1996 kom den då tjugotvåårige mittbacken till Hammarby IF Fotboll. Två år senare var klubben nära att vinna SM-guldet. Något som fortfarande irriterar Marteinsson och gör honom motiverad. Samma år, 1998, blev Petur Marteinsson vald till Allsvenskans bästa mittback och klubbarna stod i kö för hans signatur. Valet föll på norska Tippeliga-laget Stabæk. Tränaren var vid tiden Anders Linderoth. Fyra säsonger blev det i Norge innan han flyttade till England och Stoke. Tränaren som värvade Marteinsson fick sparken ganska omgående och den nye tränaren ville bygga ett eget lag och chanserna blev inte många för den isländske mittbacken. Det blev totalt tre matcher första året. Andra året fick Marteinsson aningen mer speltid och deltog i tolv matcher och lyckades göra två mål. Sista året startade han i två av fem matcher innan han återvände till Hammarby 2003. Marteinsson hann bara med en match, som han avgjorde mot Halmstads BK, innan han skadade sig och inte kunde spela mer resten av säsongen.
Marteinsson var en stark mittback som läste spelet bra och var stark på huvudet. Närkampsspelet var en annan av hans styrkor. Marteinsson kunde även användas som defensiv mittfältare. Marteinsson gjorde A-lagsdebut för Hammarby i seriesammanhang mot Sirius den 6 maj 1996. Matchen vanns med 4-0. Första målet kom dock inte förrän nästa säsong då han gjorde 1-0 i premiären av Division I Norra mot Lira Luleå.
2004 var det en omröstning där Hammarbys 24 största profiler genom tiderna skulle utses och Pétur Marteinsson slutade på en hedrande 13:e plats.
2007 valde Marteinsson att flytta tillbaks till Island och skrev på för KR Reykjavík.